# آرمن چیلینگاریان
آرمن آرشاکی چلیلینگاریان (ارمنی: Արմեն Արշակի Չիլինգարյան؛ زاده ۵ ژانویهٔ ۱۹۱۰ - درگذشته ۵ آوریل ۱۹۸۶) نقاش اهل ارمنستان بود. وی بین سال‌های - تا - میلادی فعالیت می‌کرد.

## زندگی‌نامه
وی در ۵ ژانویهٔ ۱۹۱۰ در آلکساندراپول در به دنیا آمد و از آکادمی امپریال هنر سن پترزبورگ (۱۹۳۱) فارغ‌التحصیل گشت.  وی همچنین برنده جوایزی همچون چهره هنری شایسته ارمنستان شوروی شد. وی در ۵ آوریل ۱۹۸۶ در سن ۷۶ سالگی در ایروان درگذشت.